# Аси (Эна)
Аси́ (фр. Acy) — коммуна во Франции, находится в регионе Пикардия. Департамент коммуны — Эна. Входит в состав кантона Суасон-2. Округ коммуны — Суассон.
Код INSEE коммуны — 02003.

## Население
Население коммуны на 2010 год составляло 959 человек.
| 1962 | 1968 | 1975 | 1982 | 1990 | 1999 | 2010 |
| ---- | ---- | ---- | ---- | ---- | ---- | ---- |
| 962  | 924  | 922  | 992  | 985  | 952  | 959  |

## Экономика
В 2010 году среди 608 человек трудоспособного возраста (15—64 лет) 444 были экономически активными, 164 — неактивными (показатель активности — 73,0 %, в 1999 году было 66,0 %). Из 444 активных жителей работали 389 человек (213 мужчин и 176 женщин), безработных было 55 (23 мужчины и 32 женщины). Среди 164 неактивных 42 человека были учениками или студентами, 70 — пенсионерами, 52 были неактивными по другим причинам.